# Fernando Díaz de Haro
Fernando Díaz de Haro era um nobre espanhol da Casa de Haro. Ele era o segundo filho de Diego López V de Haro, o Senhor da Biscaia, e sua esposa, a infanta Violante de Castilla y Aragón, filha de Alfonso X de Castilla. Fernando tornou-se senhor de Orduña e Balmaseda em 1322, após a morte de seu irmão, Lope Díaz IV de Haro, que morreu sem deixar descendentes.
Senhor Orduña e Valmaseda após a morte do irmão, em 1315 casou com Maria Martins de Portugal.
Fernan Diaz Barros passou por delito que na verdade foi era uma perseguição após a morte do pai, Fernando Diaz era filho de Diego López V de Haro, que subiu ao poder depois de conquistar o título de senhorio da Biscaia à força. Em 1305 Diego López V de Haro foi chamado a ir às Cortes de Medina del Campo que se celebraram esse ano, mas só compareceu depois de ser chamado várias vezes, para responder às demandas de Maria II Díaz de Haro, que reclamava a posse do Senhoria da Biscaia, valendo-se da influência do seu esposo, o infante João.pelas terras de Biscaia.Diego López V de Haro morreu em janeiro de 1310, durante o cerco a Algeciras e María Díaz de Haro, esposa do infante João, tomou posse do senhoria da Biscaia. Seguidamente, o infante João de Castela, o de Tarida, devolveu ao rei as vilas de Paredes de Nava, Cabreros, Medina de Rioseco, Castronuño e Mansilla. O corpo de Diego López V de Haro foi levado para Burgos, onde foi sepultado no desaparecido mosteiro de São Francisco, no qual tinha sido previamente enterrada a sua esposa, a infanta Violante.
Da Biscaia para o lugar de Barros no Porto, de onde tirou o apelido (fig. brasão). Foi filho, fora do matrimónio, de Diogo Lopez de Haro (Felgueiras Gaio, 1678) e casou com Maria Martins, filha de João Martins do Conselho de D. Afonso III (1246-79) de Portugal e seu 
embaixador em Aragão.
Diogo Lopez de Haro, filho de Lopo Diaz de Haro, foi 13º Sr. de Biscaia, esteve no cerco de Sevilha (1248) e faleceu em 1254. Lopo Diaz de Haro “Cabeça Brava” casou com Urraca Afonso, filha fora do matrimónio do Imperator totius Hispaniæ Afonso VI (1065-1109) e de Inês de Mendonça.
Possivelmente por causa da perseguição a Judeus na Espanha ou por perseguição a templários, trocou de nome foi o primeiro a registar o sobrenome Baeza (já que os seus antecessores ficaram com a proeza de ter conquistado a mesma terra).
Seu nome era Fernan Diaz [de Haro], que foi "aportuguesado" para Fernão Dias de Baeza.
Este nome perdurou e modificou mais tarde para Beça ou Bessa nas regiões do norte de Portugal e Brasil em particular. 
Fonte: <https://www.genearc.net/index.php?op=ZGV0YWxoZVBlc3NvYS5waHA=&id=MTM1MzM=>
Fonte: Francisco Ruano. Casa de Cabrera en Cordoba (1779), pág. 113.
2. José Manuel Trelles Villademoros. Asturias Ilustrada, Origen de la Nobleza de España (1739). Tomo II, pág. 189.
3. Site da Internet de genealogia Roglo (H. R. Moser, Garcia).
4. Site da Internet Geneaordoñez - Liñaje Ordoñez en Navarra (José Luis Ordoñez Garayoa).